# 蘇偉泉
蘇偉泉（英語：Kumer So Wai Chuen，1988年3月26日—），綽號「灰熊」，生於香港，香港職業足球員及香港演員，司職中堅。

## 球會生涯
蘇偉泉生於香港，中學時代就讀石硤尾東華三院張明添中學，2005年於香港08時期曾被恩師、現已離世的名教練黎新祥看中身材高大的特點，而改踢中鋒，而在另一名恩師李健和的提攜下，當年效力以年青球員為主的華家堡及東方時，蘇偉泉也得到不少上陣磨練的機會，令他漸漸地打出名堂，令到當時年紀輕輕的他曾被寄予厚望。加上很多教練如李健和及甄力健也大讚蘇偉泉練習時的態度正而且勤奮，因此他們都樂意給予上場的機會。
2009年，蘇偉泉加盟香港甲組足球聯賽球隊晨曦，在2010至11年球季轉投天水圍飛馬(後改稱太陽飛馬)，始終傷患是球員最大的敵人，加盟球隊後除了面對激烈的位置競爭外，他更需要面對如何從傷患中回復過來，在太陽飛馬期間蘇偉泉斷斷續續地受到傷患困擾，其中最嚴重的要算是左腳十字韌帶斷裂，最終從十字韌帶兩度受創中回復過來的他，雖然仍有上陣機會，於2014年3月22日，在主場對天行元朗的聯賽中取得當季的首個入球。但亦無法在取得正選位置。2014年9月4日，太陽飛馬在新球季發布會，公布旗下3名球員金寶、蘇偉泉及林家亮獲太陽娛樂文化簽約成為旗下藝人，在著名經理人黃柏高（Paco）帶領下，實行足球與演藝雙線發展。不過隨着太陽國際決定不再贊助太陽飛馬，蘇偉泉亦選擇了掛靴，退出球圈轉行簽約娛樂公司。2015年，蘇偉泉加盟香港甲組足球聯賽球隊晨曦，空餘時仍然有參與球隊的操練，一星期最多只有一次練習及一場比賽。

## 國際賽生涯
2008年6月16日，第64屆港澳埠際賽，香港東亞運足球隊憑蘇偉泉下半場建功，1–0小勝澳門代表隊，連續10屆捧走此這獎盃。2009年12月12日，香港奧運代表隊殺入2009年東亞運動會足球決賽，儘管當時蘇偉泉不是正選球員，但都獲得當時香港隊教練金判坤的信任，於整屆賽事中也有不少機會後備落場，並曾在決賽中對日本國家隊入替曾錦濤上陣，為香港奪金之路作出貢獻。在隨後的日子中，除了之後2010年的亞運入選香港U23外，亦曾入選大港腳，並為香港隊上陣過5場（連同省港盃），當時的蘇偉泉可以說是一位備受期待的港足中堅接班人。2011年6月3日，香港主場以1–1賽和馬來西亞，蘇偉泉獲得香港隊主教練曾偉忠安排正選上陣，首次代表香港參與國際級賽事。

## 演藝生涯
2015年，蘇偉泉選擇了掛靴退出球圈，機緣巧合之下遇到伯樂黃柏高(前太陽飛馬榮譽主席)，得到他的賞識而加入電影圈，突然轉型做演員簽約娛樂公司，當初決定轉行做演員時，蘇偉泉家人知道後反而非常贊成。現時蘇偉泉既要學習普通話，又要學打功夫和駕駛電單車，為未來參與的電影做準備，拍了多個廣告和MV的蘇偉泉是公司2016年力捧的新人，將會參演不同的電影。
2016年，開始首次接拍電視劇和電影的蘇偉泉，參與幾部大製作包括《狂獸》、《今晚打喪屍》及劇集《三一如三》等。截至2023年，他所參與的知名電影還包括《智齒》、《神探大戰》、《掃毒3人在天涯》等。

## 評語
- 香港歌手郭富城（晨曦明星隊主力）指：「我有睇香港隊贏東亞運金牌場波，知道灰熊有後備入替，專責對付日本左路嘅球員，佢好大件頭，頭槌都頂得，個花名好好記！」
- 香港歌手譚詠麟（晨曦明星隊會長）指：「我睇咗佢好多場波，佢身形真係襯晒佢花名成隻熊咁，但估唔到咁靈活。咁好身形，打中堅當然冇問題，若果球隊落後緊，推佢上前打中鋒都會係一大殺着。」
- 現任東方教練李健和指：「我喺華家堡同東方教過佢，佢好勤力，態度又好，呢啲係每一個教練都鍾意嘅！佢畀啲心機，兩年後就可以追到陳偉豪嘅成就，但係呢兩年就要喺心理質素同轉數方面下多啲苦功。」
- 晨曦會長周文亮指：「他今季才加盟我們，他的比賽態度很好，虛心好學，很受教，我都很欣賞他。希望他可以繼續努力吧！」

## 榮譽
香港代表隊
- 東亞運動會足球項目金牌（2009年）
- 香港傑出運動員選舉 香港最佳運動隊伍（2009年）
- 港澳埠際賽冠軍（2009、2010年）

## 電影
| 年 份 | 片 名         | 角 色         |
| 2017  | 今晚打喪屍    | 拳王          |
| 2017  | 狂獸          | 金福          |
| 2018  | 洩密者        | 殺手          |
| 2018  | L風暴         | 豹哥          |
| 2019  | 如珠如寶      |               |
| 2019  | P風暴         | 戴耀西 (阿西) |
| 2020  | 海霧          | 灰熊          |
| 2021  | 智齒          |               |
| 2022  | 神探大戰      | 黑熊          |
| 2023  | 掃毒3人在天涯 | 傑仔          |
| 2023  | 爆裂點        | 阮勇          |

## 外部連結
- 香港足球總會網站球員資料 （页面存档备份，存于）
- 蘇偉泉的Instagram帳戶
- 蘇偉泉在香港影庫上的簡介
- 蘇偉泉的新浪微博
- 蘇偉泉在Enjoy Movie的電影作品 （页面存档备份，存于）